# Valerià el Jove
Valerià el Jove (en llatí Publius Licinius Valerianus o Licinius Valerianus Minor) va ser fill de l'emperador Valerià I, i germanastre de Gal·liè. La seva mare probablement es deia Mariniana, segons la Història Augusta.
Va ser cònsol l'any 265. Probablement va morir a Milà el 22 de març del 268, quan després de l'assassinat de Gal·liè van matar tots els membres de la família. La Historia Augusta explica que va ser enterrat a Milà, en una tomba on Claudi el Gòtic hi va fer posar la inscripció "Valerianus augustus". Joan Zonaràs diu que va morir no a Milà, sinó a Roma, junt amb Quint Juli Gal·liè, el fill de Gal·liè.